# Benzatinpenicilin
Benzatínpenicilín ali benzatinijev benzilpenicilinat je depojski preparat antibiotika benzilpenicilina, ki se daje intramuskularno. Uporablja se pri zdravljenju različnih bakterijskih okužb, zlasti streptokokne okužbe žrela, davice, sifilisa in frambezije. Uporablja se tudi za preprečevanje revmatične vročine.
Benzatinpenicilin povzroča med drugimi neželenimi učinki anafilaksijo (hudo preobčutljivostna reakcija|preobčutljivostno reakcijo) in bolečine na mestu injiciranja. Pri zdravljenju sifilisa se lahko pojavi tudi t. i. Jarisch-Herxheimerjeva reakcija. Njegova uporaba se odsvetuje pri posameznikih, za katere je znano, da so v preteklosti že razvili preobčutljivostno reakcijo na penicilinski antibiotik, ter pri bolnikih s sifilisom, pri katerih je prizadeto tudi živčevje. Uporaba med nosečnostjo je relativno varna. Nosilec zdravilnega učinka je benzilpenicilinska komponenta molekule, ki predstavlja betalaktamski antibiotik. Benzatinska komponenta omogoča počasno sproščanje benzilpenicilina, zato je zdravilo dolgo delujoče.
Benzatinpenicilin so patentirali leta 1950. Uvrščen je na seznam osnovnih zdravil Svetovne zdravstvene organizacije, torej med najpomembnejša učinkovita in varna zdravila, potrebna za normalno zagotavljanje zdravstvene oskrbe.